# Aridarum nicolsonii
Aridarum nicolsonii är en kallaväxtart som beskrevs av Josef Bogner. Aridarum nicolsonii ingår i släktet Aridarum och familjen kallaväxter. Inga underarter finns listade.